# Acidität
Die Acidität (von lateinisch acidus „sauer“) oder Azidität bezeichnet in der Chemie:
1. im Fall von Brønsted-Säuren das Maß für die Fähigkeit einer chemischen Verbindung, Protonen abzugeben, also ihr Säureverhalten, ausgedrückt durch die Säurekonstante bzw. den pKs-Wert
2. im Fall von Lewis-Säuren das Maß für die Fähigkeit einer chemischen Verbindung, Lewis-Basen zu binden; siehe Lewis-Säure-Base-Konzept
3. den Säuregehalt (Protonenkonzentration) einer Lösung; siehe pH-Wert

Die entgegengesetzten Phänomene werden als Basizität bezeichnet.